# MX (gruppo musicale)
Gli MX (acronimo di Madre Xama), sono un gruppo thrash metal di San Paolo del Brasile formato nel 1983. Dall'attività piuttosto discontinua, gli MX vengono ricordati per essere stati una delle punte di diamante della scena thrash metal brasiliana - ancora oggi considerato uno dei movimenti più fondamentali del genere - sebbene il proprio sound ricalca in maniera fortemente simile lo stile della Bay Area.
La carriera degli MX inizia con una serie di split e collaborazioni con svariate band dell'underground thrash brasiliano verso la fine degli anni '80. Nel 1989 e nel 1997 hanno aperto i concerti in Brasile rispettivamente per i Testament e gli Exodus. La band si è sciolta verso l'inizio degli anni '90, per poi riprendere attività nel 1996 con una formazione strettamente dimezzata, registrando altri due full-length e tenendo una seppur brevissima attività live. Nuovamente risciolti, si sono riuniti verso il 2005 per registrare nuovo materiale di cui ne è prevista l'uscita a breve. Tutti i precedenti lavori della band sono stati ristampati dalla Marquee Records.

## Formazione

### Formazione attuale
- Alexandro Prado Favoretto "Morto" - voce, basso
- Décio Frignani - chitarra
- Alexandre da Cunha - batteria, voce

### Passata
- Beraldo - voce
- Chico Comelli - basso
- Eduardo - basso
- Yuri Konopinsk - basso
- Alexandre G. - basso
- C.M. - chitarra

## Discografia

### Album di studio
- Simoniacal - 1988
- Mental Slavery - 1989
- Again - 1997
- Last File - 2000

### Raccolte
- Headthrashers Live - 1987